# Polylepis lanata
Polylepis lanata är en rosväxtart som först beskrevs av Carl Ernst Otto Kuntze, och fick sitt nu gällande namn av M.Kessler och Schmidt-leb.. Polylepis lanata ingår i släktet Polylepis och familjen rosväxter. Inga underarter finns listade i Catalogue of Life.